# Seneca (Nebraska)
Seneca – wieś w Stanach Zjednoczonych, w stanie Nebraska, w hrabstwie Thomas.